# Municipio de Washington (condado de Licking)
El municipio de Washington (en inglés: Washington Township) es un municipio ubicado en el condado de Licking en el estado estadounidense de Ohio. En el año 2010 tenía una población de 3109 habitantes y una densidad poblacional de 50,62 personas por km².

## Geografía
El municipio de Washington se encuentra ubicado en las coordenadas 40°12′43″N 82°24′53″O / 40.21194, -82.41472. Según la Oficina del Censo de los Estados Unidos, el municipio tiene una superficie total de 61.41 km², de la cual 60.81 km² corresponden a tierra firme y (0.98%) 0.6 km² es agua.

## Demografía
Según el censo de 2010, había 3109 personas residiendo en el municipio de Washington. La densidad de población era de 50,62 hab./km². De los 3109 habitantes, el municipio de Washington estaba compuesto por el 97.52% blancos, el 0.51% eran afroamericanos, el 0.1% eran amerindios, el 0.19% eran asiáticos, el 0.06% eran isleños del Pacífico, el 0.39% eran de otras razas y el 1.22% pertenecían a dos o más razas. Del total de la población el 1.13% eran hispanos o latinos de cualquier raza.